# Andrea Piccioni
Andrea Piccioni (Roma, 29 ottobre 1970) è un percussionista italiano.
Considerato tra i massimi esponenti dell'arte dei tamburi a cornice, attraverso i suoi studi con grandi maestri Italiani, Europei, Persiani, Turchi, Indiani, Statunitensi ha sviluppato una straordinaria capacità di muoversi attraverso i generi e gli stili musicali rielaborando il linguaggio sul tamburello e sui tamburi a cornice in una modalità personalissima, al contempo virtuosa ed espressiva.
Tiene regolarmente workshop e masterclass in prestigiosi festivals tra cui NAFDA (USA), BIG BANG FESTIVAL (Dublin, IR), INTERNATIONALES PERCUSSIONFESTIVAL FREISTADT (Freistadt, AUST), FESTIVAL INTERNACIONAL DE PERCUSSIO' (Barcellona, SP), TAMBURI IRAN (Isfahan, IRAN), PERCPAN 2009 (Brasile), WOMAD ABU DABHI (Emirati Arabi), WOMAD CHARLTON PARK (Londra, UK), ROYAL ALBERT HALL, (Londra, UK) ed è docente residente presso il più importante festival mondiale di frame drums: TAMBURI MUNDI (Freiburg, GE).
Durante l'anno accademico 2008 / 2009 è stato docente del corso di TAMBURI A CORNICE E PERCUSSIONI DEL MEDITERRANEO presso il Conservatorio di Vicenza “Arrigo Pedrollo”.
Tra le collaborazioni musicali di rilievo:
world music: Nidi d'arac, Unavantaluna, Indaco, Lucilla Galeazzi, Milagro acustico, Tamburo mundi (GE), GLEN VELEZ & LORI COTLER (USA)
jazz: ANTONIO CALOGERO, ENSEMBLE FISFUZ (GE/TURK), PAUL MCCANDLESS (USA), GIOVANNI PALOMBO, GABRIELE COEN, BOBBY McFERRIN
musica antica: ENSEMBLE ENCHIRIADIS, FREIBURGER SPIELLEYT (GE), ORLANDO DI LASSO ENSEMBLE (GE), LES HAULZ ET LES BAS (GE)
Ha partecipato nel 2008 alla produzione teatrale “Edipo e la Pizia” per la regia di Lucia Poli, con Lucia Poli e Giorgio Rossi.
Nel 2010 è chiamato dal Teatro dell'Opera di St Polten (Austria) a far parte dello spettacolo di Teatro/Danza/Musica „ENGEL DER VERZWEIFLUNG“ di Joachim Schloemer con cui si è esibito nei principale teatri Europei.
È autore del primo manuale didattico per tamburello dal titolo “IL TAMBURELLO ITALIANO” edito nel 2006 dalla rivista RITMI (ex “Percussioni”). In collaborazione con il maker tedesco ANKLANG MUSIKWELT ha realizzato due differenti modelli di “tamburello andrea piccioni signature”. Collabora inoltre come endorser con il maker statunitense COOPERMAN DRUMS con cui ha recentemente realizzato un innovativo tamburello ed un modello di tammorra, entrambi con membrana sintetica.
Nel 2009 ha pubblicato il primo DVD didattico interamente dedicato al tamburello dal titolo “IL TAMBURELLO ITALIANO”. È presidente dell'associazione per lo sviluppo e la diffusione dei tamburi a cornice FRAME DRUMS ITALIA, l'associazione organizza un festival annuale nelle Marche (FDI international frame drums festival) ed Andrea ne è direttore artistico.